# 삼성 R3 타워
삼성 R3 타워(영어: Samsung Electronics Research & Development Center)는 대한민국 경기도 수원시 영통구 매탄동 삼성디지털시티에 위치한 오피스 빌딩 단지이다. R3 타워는 완공 당시 서울특별시를 제외한 전국에서 가장 높은 건물이었다.

## 역사
1999년 8월 1일에 착공하여 2001년에 완공하였다. 경기도에서 가장 높은 업무용 건물이 되었고 수원시에서 가장 높은 업무용 건물이 되었다. 삼성 R4 타워(37층, 185m)가 완공되기 전에는 서울특별시를 제외한 전국에서 가장 높았다. 2005년까지 경기도에서 가장 높은 업무용 건물이었다.

## 높이
지상 27층, 높이 166m로 되어있다. 완공 후 경기도에서 가장 높은 건물이 되었고 수원시에서 가장 높은 건물이 되었다. 2005년까지만 해도 경기도에서 가장 높은 업무용 건물이었다. 삼성 R4 타워(37층, 185m)가 완공된 후 경기도에서 가장 높은 건물이 되었다. R3 타워가 완공된 후 서울특별시를 제외한 전국에서 가장 높은 건물이 되었다. 2005년 삼성 R4 타워(37층, 185m)가 완공되기 전까지는 서울특별시를 제외한 전국에서 가장 높은 건물이었다.

## 특징
삼성디지털시티에 위치한 삼성 R3 타워는 정보통신연구소다. 공장 건물에 따라 건물이 배치되어 있고 저층부에는 접객 및 후생영역, 실험 영역을 두었다. IM사업부가 있었고 모바일연구소 완공 후 빠져나가고 삼성리서치, DX부문 네트워크 사업부가 입주했다.

## 내부 시설
업무시설, 연구실 등이 있다.
| 층수                | 용도                |
| ------------------- | ------------------- |
| 2층 ~ 27층          | 업무시설, 연구실 등 |
| 1층                 | 로비                |
| 지하 5층 ~ 지하 1층 | 지하주차장          |

## 같이 보기
- 삼성디지털시티
- 수원시의 마천루 목록